# Hypothèse de la circumnavigation chinoise

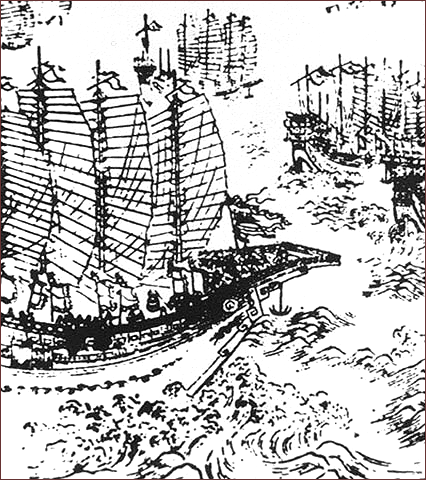
Fusain représentant la flotte de Zheng He.

L'hypothèse de la circumnavigation chinoise est une thèse pseudo-historique exposée en 2002 par l'auteur britannique Gavin Menzies. Ancien commandant de sous-marin dans la Royal Navy, il n'est pas historien de formation.
Selon lui, en 1421 sous le règne de l'empereur chinois Ming Yongle, la flotte de l'amiral Zheng He, un eunuque musulman, aurait contourné le sud du continent africain pour remonter l'Atlantique jusqu'aux Antilles. Une autre partie de l'expédition aurait franchi le détroit de Magellan pour explorer la côte ouest de l'Amérique et une troisième aurait navigué dans les eaux froides de l'Antarctique. Les côtes de l'Australie auraient même été atteintes.
Cette hypothèse a été tellement médiatisée, malgré les critiques de chercheurs et d'universitaires, qu'un groupe international de spécialistes a pris la peine de créer un site internet pour centraliser les arguments démontrant que cette thèse est mal étayée.

## Méthodes et critiques

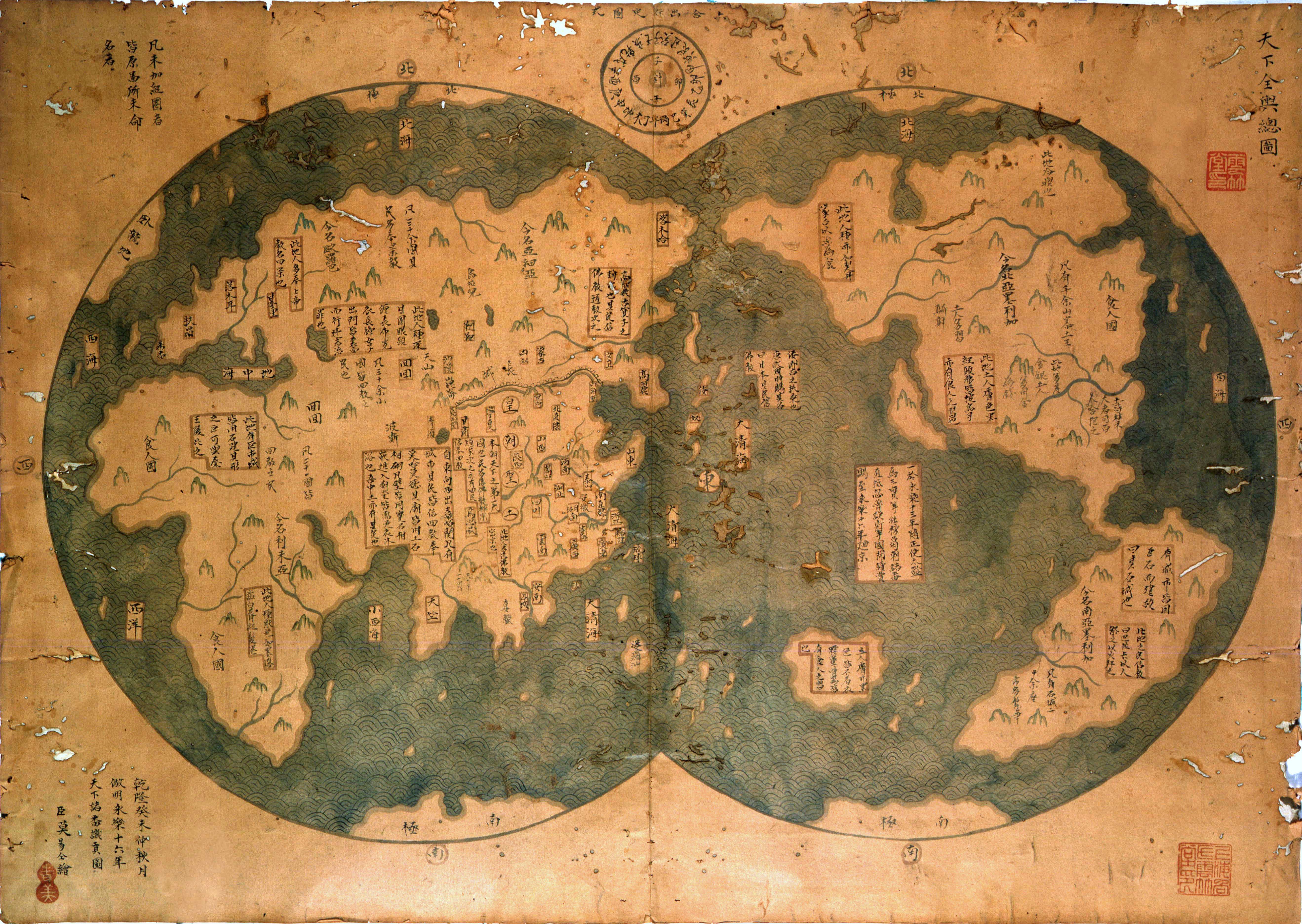
Carte dite de Liu Gang, présentée comme la reproduction par Mo Yi Tong en 1763 d'une carte de 1418, mais considérée comme un faux par plusieurs spécialistes,.

Cette thèse fut élaborée à partir de l'étude d'anciennes cartes maritimes italiennes et portugaises antérieures aux voyages de Christophe Colomb et montrant des îles et territoires inconnus des Européens à cette époque, interprétés généralement par les historiens comme des îles imaginaires. L'auteur affirme que ces territoires correspondent bel et bien à des terres réelles, contredisant l'explication généralement admise. Cette thèse est toutefois très controversée, en raison non de leur situation géographique mais de la différence d'orientation lors de leur copie sur les portulans, oubliant les erreurs commises par les moines copistes et le fait que bien que connaissant parfaitement l'usage de la boussole, les cartes de navigation chinoise du temps de Zheng He se déroulaient comme des rouleaux et n'indiquaient pas les changements de cap.
Menzies soutient ainsi que la sixième expédition de Zheng He se serait scindée en plusieurs escadres qui auraient dépassé le cap de Bonne-Espérance, navigué sur la côte occidentale de l'Afrique, fait le tour de l'Australie, dépassé le cap Horn, accosté sur la côte Atlantique de l'Amérique du Nord, certaines s'étant échouées sur les récifs des Caraïbes, notamment à Bimini lors d'une tempête tropicale ayant gravement endommagé sept des navires trésor et dont les rescapés bâtirent une rampe de lancement de 400 m de long, constituée des blocs de lest en béton hydraulique pour remettre le moins endommagé à flot avant de reprendre le cap vers le Groenland, abandonnant une partie de l'équipage surnuméraire à chaque escale, etc. Pour justifier l'absence de sources chinoises sur ces découvertes, Menzies s'appuie sur la destruction des archives impériales de l'ensemble des expéditions en 1480 par les courtisans confucéens.
Nombre de récifs identifiés comme des lieux de naufrage à proximité des ethnies se prétendant descendantes de naufragés chinois, notamment en Afrique et dans les Caraïbes, portent le nom de Changa traduisible par récif. Étonnamment proches phonétiquement du cantonais Shanghai, signifiant Sur l'eau.
La plupart des experts des différentes civilisations chinoises, d'Amérique précolombienne, des aborigènes d'Australie ou du Grand nord ont réfuté ces thèses et plusieurs cartographes ont indiqué que les cartes sur lesquelles Gavin Menzies s'appuyait ne sont pas authentiques et quelques-unes étant même des faux grossiers. Ainsi, selon Peter van der Krogt, géographe de l'université d'Utrecht, la carte dite « de Liu Gang » est « au mieux une carte dessinée en 1763 d'après une carte européenne moderne » ou « un faux fabriqué au XXIe siècle ».
D'autres hypothèses avancées par Menzies sont contredites par les travaux de chercheurs. Ainsi, il soutient que les anneaux de pierre trouvés près des côtes de Californie proviennent des ancres des jonques de Zheng He. Le fait qu'il s'agit bien d'ancres chinoises n’a pas été infirmé (de nombreuses jonques chinoises naviguaient dans la zone au XIXe siècle), en revanche il a été démontré que celles-ci étaient fabriquées à partir de rocs californiens et non d'origine chinoise.
Des considérations physiques, culturelles, économiques et politiques peuvent également expliquer ce fait. L'océan Pacifique est beaucoup plus large que l'Atlantique. La science chinoise connaissait la rotondité de la Terre, mais elle avait du mal à l'intégrer : certaines écoles de pensée, en pleine époque moderne, se fondaient encore sur le modèle de la Terre plate. Un « Colomb » chinois n'aurait pas rencontré un consensus comme celui des Sages de Salamanque pour chercher des terres au-delà de la « mer de l'Est ».
L’Europe était divisée en plusieurs États rivaux, à la fois entre eux et avec le monde musulman, et cette rivalité s'exprimait de plus en plus dans le domaine maritime. Les explorations des Portugais visaient à contrer le monopole commercial des Mamelouks d'Égypte et de leurs partenaires vénitiens. Celles des Espagnols, puis des autres États européens, exprimaient une rivalité à la fois politique et économique.
Au contraire, l'Empire chinois constituait une unité politique absolue. Les voyages d'exploration chinois du XVe siècle manifestaient la volonté de prestige d'un empereur Ming, même après sa mort, l'Empire du Milieu n'a pas rencontré de rival sur mer qui l'incite à persévérer. Le prestige remporté par les amiraux et le nombre d'hommes mis à leur disposition entraînant la jalousie et la méfiance de leurs rivaux restés "sagement" à terre, tout près des oreilles de l'empereur.
Les explorateurs chinois n'ont pas eu la possibilité d'aller à la rencontre de divers souverains pour financer leur expédition, l'unité de l'Empire l'empêchant. Colomb a pu faire des démarches auprès de plusieurs souverains avant de voir son projet accepté et financé.

## La fin des expéditions chinoises
À l'époque de Zheng He, la marine chinoise est la plus puissante du monde, par le nombre et la taille de ses navires, le nombre de ses marins et la modernité des technologies employées. Mais toutes les explorations entreprises n'aboutissent à aucune colonisation, la Chine se repliant sur elle-même pour vivre en autarcie dès 1433. L'interdiction de construire de grands navires, la destruction des grandes jonques et de leurs plans, réduisent à néant l'immense potentiel chinois en matière d'exploration et toute capacité de résistance face aux Européens qui multiplient les expéditions dans les océans Pacifique et Indiens.
Les historiens ne contestent pas les expéditions maritimes chinoises dirigées au début du XVe siècle par l'amiral Zheng He qui ont conduit la Chine à établir des relations commerciales et quelquefois diplomatiques en Indonésie, en Inde, en Arabie et sur la côte orientale de l'Afrique.
Pour expliquer le peu de suites de ces expéditions dans l'océan Indien, on met généralement en avant le fait que la Chine impériale se considère comme le centre du monde (« l'Empire du Milieu »). Les voyages de Zheng He sont avant tout des opérations de prestige destinées à affirmer la puissance de l'Empire des Ming et à gagner la reconnaissance de royaumes lointains - d'où les échanges de produits de luxe, qui relèvent plus de la pratique du tribut que de vraies opérations commerciales. La différence est donc grande avec les expéditions qui partent d'Europe quelques années plus tard.
Dans les faits, plusieurs facteurs contribuent à expliquer la fin de ces expéditions.
Tout d'abord, le développement de la marine chinoise des premiers empereurs Ming a pour motif avoué la protection contre les envahisseurs.
Si les expéditions de Zheng He augmentent grandement le prestige de l'Empire dans toute l'Asie, elles ne sont pas rentables économiquement et ne constituent pas un enjeu politique primordial - ce qui explique sans doute que la Chine saborde sa marine. Ainsi, dès 1433, des conseillers confucéens s'opposent au commerce avec l'étranger. La disparition subite de Xuande et l'arrivée sur le trône en 1435 du jeune empereur Zhu Qizhen âgé de huit ans va accélérer les choses.
Corruption, désertion et manque d'innovation sont alors les traits principaux de la marine chinoise.
L'ouverture du Grand canal entre Hangzhou et Tianjin en 1415 a également donné un coup d'arrêt à la navigation de transport sur mer. Le gouvernement central basé au nord voyait d'un mauvais œil le développement commercial des villes côtières du sud du pays.
Les Ming se tournent désormais vers le nord d'où vient le danger. Quelques années plus tard, la reconstruction de la Grande Muraille commence.